# Urgedra fremida
Urgedra fremida är en fjärilsart som beskrevs av Paul Dognin 1911. Urgedra fremida ingår i släktet Urgedra och familjen tandspinnare. Inga underarter finns listade i Catalogue of Life.